# Zasada Alleego
Zasada Alleego – zasada ekologiczna sformułowana w roku 1931 przez Wardera C. Alleego, który twierdził, że zarówno przegęszczenie, jak i niedogęszczenie populacji zwierzęcych może działać na nie ograniczająco i że korzystna jest skupiskowa struktura przestrzenna. Hipoteza jest uzupełnieniem zasady tolerancji ekologicznej Shelforda, opartej na podstawach fizjologicznych (analiza dostępności zasobów siedliska).
Według W.C. Alleego możliwości przeżycia zależą od zdolności do zachowań społecznych (zob. socjobiologia, etologia), co dotyczy zarówno organizmów prostych (np. bezkręgowców), jak i człowieka. Allee twierdził, że jego badania behawioralne wskazują na biologiczne podstawy wojen i konieczność współpracy między ludźmi. Nazwano to „etyką naturalistyczną”, a Allee został zaliczony do „społecznych uzdrowicieli”, głoszących opinie niezgodne ze stanowiskiem takich ekologów ekosystemu, jak Eugene Odum.